# Asociación de Internautas
La Asociación de Internautas es una asociación sin ánimo de lucro creada en España el 10 de octubre de 1998 a partir de varias organizaciones (Fronteras Electrónicas-FrEE, Grupo Tarifa Plana, Plataforma La Huelga, Plataforma Tarifa Plana) con el fin de reivindicar una tarifa plana universal y asequible por la red telefónica básica para las comunicaciones a través de Internet o de cualquier otra red de similares características, existente o que se pueda crear en el futuro.
La asociación fue presidida desde su fundación hasta el 11 de junio de 2019 por Víctor Domingo Prieto, día del fallecimiento de este.

## Fines
Estatutariamente los fines de la Asociación de Internautas son:
- Su fin principal es la defensa, información y educación de los usuarios y consumidores de las comunicaciones telefónicas y telemáticas, dado que éstas constituyen servicios de uso común, ordinario y generalizado (bien de uso común).
- Velar para que los poderes públicos cumplan con el cometido que les asigna el artículo 51 de la Constitución Española, asistiéndoles en las cuestiones que puedan afectar a los antedichos consumidores y usuarios.
- En especial, fomentar el establecimiento de una tarifa plana para las comunicaciones a través de Internet o de cualquier otra red de similares características, existente o que se pueda crear en el futuro.

Para llevar a cabo estos fines, la Asociación de Internautas ha promovido diversas actuaciones, sola o en compañía de otras asociaciones.

## Actividades
- Desde su creación, defendió la tarifa plana para las conexiones a Internet.

- Ha organizado de forma habitual las campañas de Seguridad en la Red en colaboración con empresas del sector de la seguridad informática como Panda Software, las telecomunicaciones como Telefónica de España y con organismos de la Administración Pública.

- Cuenta con una asesoría legal, el Defensor del Internauta, abierta a las consultas y dudas legales, mediante el correo electrónico, de los internautas y usuarios de telecomunicaciones.

- Se ha opuesto al párrafo 17 bis de la LISI (Ley de Impulso de la Sociedad de la Información).

- Desde finales de 2007 participa de forma muy activa y conjunta con la Asociación de Usuarios de Internet, AETIC, CC.OO., Hispalinux y otras organizaciones a través de la plataforma Todos contra el canon, tratando de lograr la revocación de la tasa impuesta a los medios de grabación y soportes digitales en España, conocida como canon digital. El Senado aprobó la revocación, pero en su vuelta al Congreso de Diputados la propuesta fue definitivamente rechazada.

- Celebró el 24 de mayo de 2009 una concentración ante la sede del Ministerio de Cultura en Madrid en defensa de la independencia y la neutralidad de la red, apoyada por varios colectivos, organizaciones y personas destacadas del mundo de internet: Asociación de Usuarios de Internet, el sindicato Comfia - CC.OO.

## SGAE y Asociación de Internautas
En 2005 fue condenada por intromisión ilegítima en el derecho fundamental al honor de la SGAE y del presidente de su consejo de dirección, Eduardo Bautista García. Ante dicha sentencia se presentó Recurso de Casación, aceptado a trámite con fecha 10 de diciembre de 2007, recurso que fue rechazado por dicha instancia en sentencia del 10 de noviembre de 2009, confirmándose la condena a sendas indemnizaciones de 18.000 euros tanto a la SGAE como a Eduardo Bautista García (más conocido como Teddy Bautista), así como al pago de las costas judiciales.
Por otro lado, el 29 de junio de 2011 salió a la luz la noticia de que la Audiencia Nacional estaba investigando penalmente a la SGAE por desviación de fondos. El 1 de julio de 2011, un día después de las elecciones de la nueva Junta Directiva de la SGAE, la Guardia Civil registró varias sedes de la Sociedad así como 17 domicilios particulares en el marco de la operación 'Saga' de la Fiscalía Anticorrupción y detuvo al entonces presidente, Teddy Bautista, y a otros ocho miembros de la SGAE, entre ellos José Neri (director general de SDAE), a los que se acusa de apropiación indebida, falsificación de documentos y desvío de fondos (unos 400 millones de euros que habrían obtenido gracias al canon digital). Estos presuntos delitos los habría cometido la Sociedad Digital de Autores y Editores (SDAE), que depende de la SGAE. La Audiencia Nacional autorizaba también el embargo y bloqueo de varias cuentas de los responsables de la SGAE.
La investigación se produce a raíz de una demanda de noviembre de 2007 elaborada por la Letrada Ofelia Tejerina, para la Asociación de Internautas, que contó con el apoyo expreso de la Asociación de Usuarios de Internet, la Asociación Española de Pequeñas y Medianas Empresas de Informática y Nuevas Tecnologías (APEMIT) y la Asociación Española de Hosteleros Víctimas del Canon (VACHE).
Dos días después, la Asociación de Internautas volvía a pedir la dimisión de la ministra de Cultura, Ángeles González-Sinde por no haberse responsabilizado de "auditar y fiscalizar las cuentas" de la SGAE y ser "juez y parte" en el proceso.Por su parte, la SGAE anunció que tomará las medidas legales oportunas si se demuestra que la entidad ha sufrido algún perjuicio por parte de la SDAE.
Finalmente el 12 de julio de 2011, Bautista presentó su renuncia como presidente de la SGAE.